# Trachylepis capensis
Trachylepis capensis este o specie de șopârle din genul Trachylepis, familia Scincidae, descrisă de Gray 1831. Conform Catalogue of Life specia Trachylepis capensis nu are subspecii cunoscute.
Este o șopârlă mare, de obicei destul de plinuță ce are trei dungi curgând pe spatele său. Culoarea sa este maronie-măslinie spre gri și printre liniile acesteia se observă multe puncte de culoare închisă iar burta are culoarea albă spre gri.

## Galerie

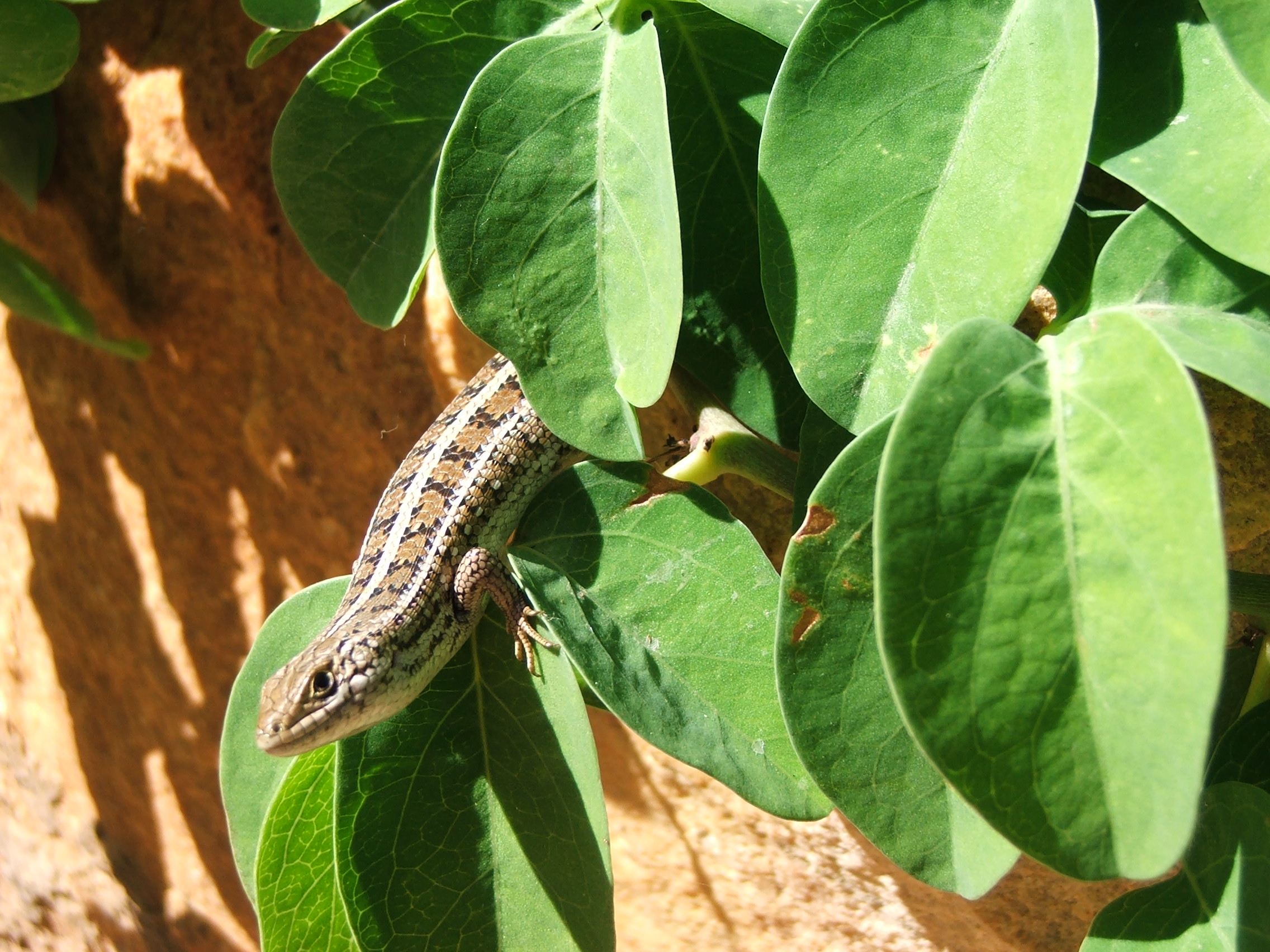
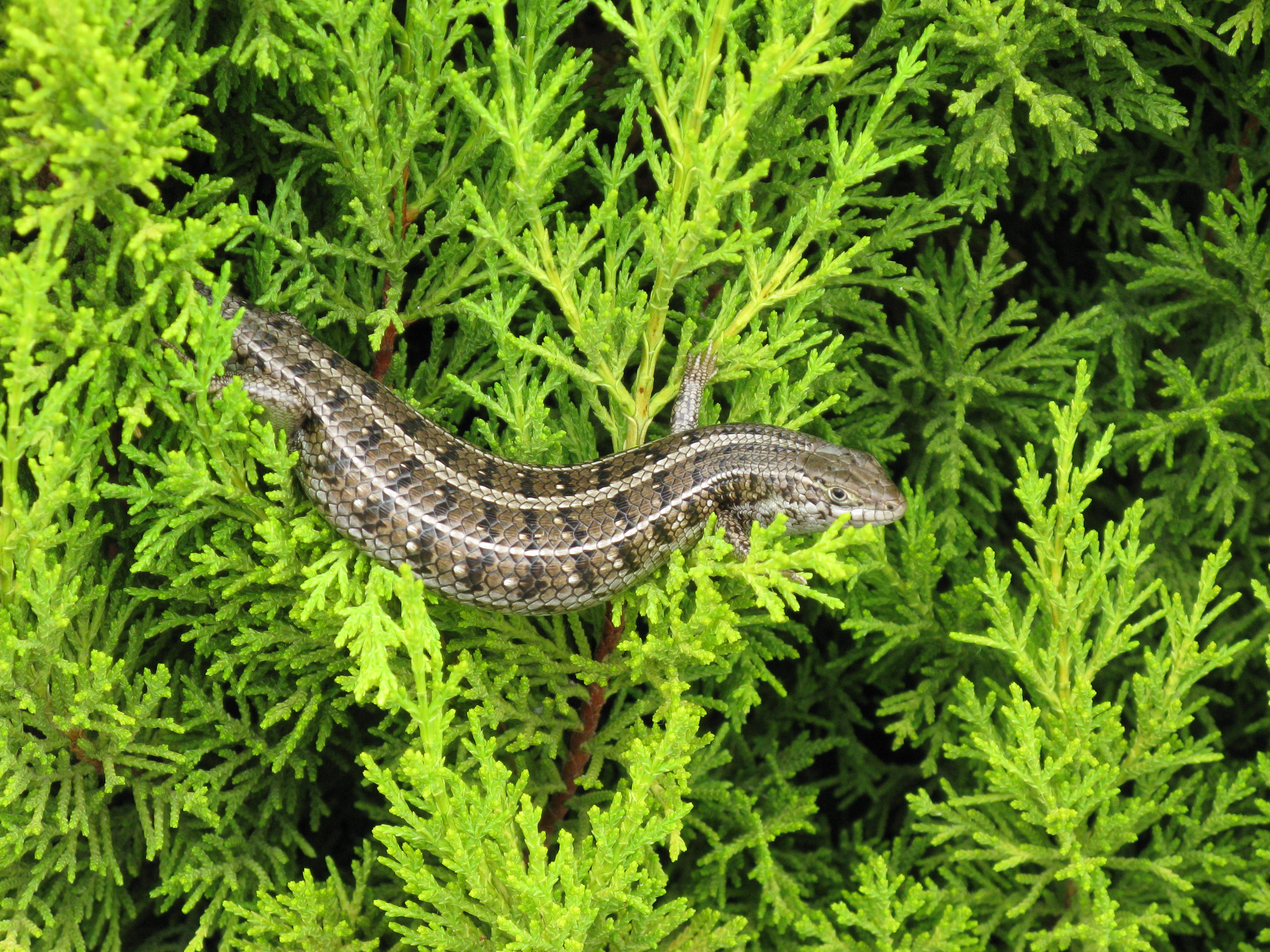
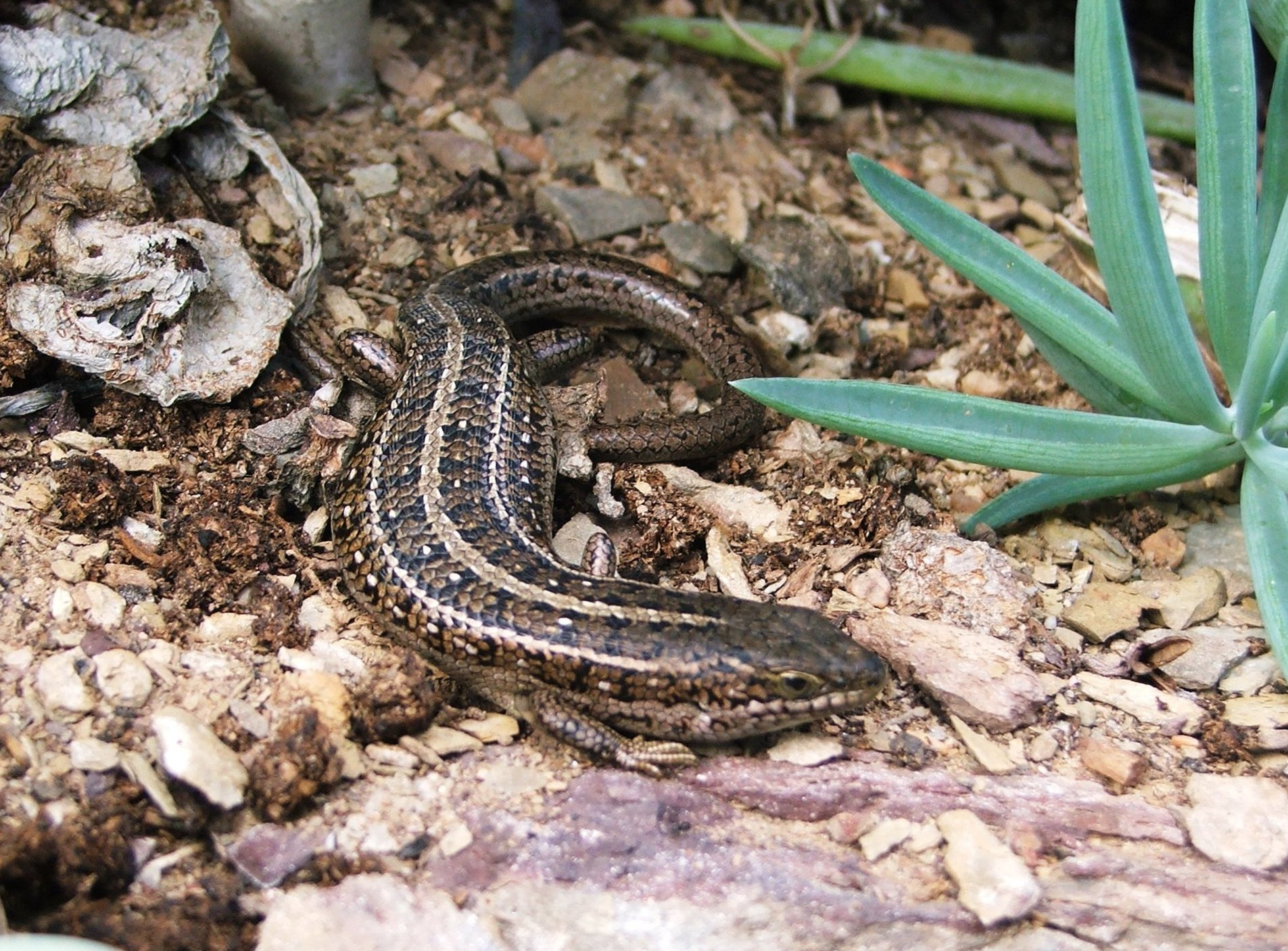